# Keita Sugimoto
Keita Sugimoto (杉本 恵太 Sugimoto Keita?, nacido el 13 de junio de 1982 en Itako, Ibaraki) es un futbolista japonés que se desempeñaba como delantero.

## Trayectoria

### Clubes
| Club                | País      | Año         |
| ------------------- | --------- | ----------- |
| Nagoya Grampus      | Japón     | 2005 - 2010 |
| Tokushima Vortis    | Japón     | 2011 - 2012 |
| Hoyo Oita           | Japón     | 2013        |
| Chiangrai United FC | Tailandia | 2014 - 2015 |
| Verspah Oita        | Japón     | 2016        |

## Estadística de carrera

### J. League
| Club                 | Año   | J. League | J. League | Copa J. League | Copa J. League | Total | Total |
| Club                 | Año   | Part.     | Goles     | Part.          | Goles          | Part. | Goles |
| -------------------- | ----- | --------- | --------- | -------------- | -------------- | ----- | ----- |
| Nagoya Grampus Eight | 2005  | 29        | 3         | 5              | 0              | 34    | 3     |
| Nagoya Grampus Eight | 2006  | 32        | 8         | 5              | 0              | 37    | 8     |
| Nagoya Grampus Eight | 2007  | 34        | 7         | 2              | 0              | 36    | 7     |
| Nagoya Grampus       | 2008  | 33        | 7         | 9              | 5              | 42    | 12    |
| Nagoya Grampus       | 2009  | 27        | 2         | 2              | 0              | 29    | 2     |
| Nagoya Grampus       | 2010  | 18        | 0         | 5              | 1              | 23    | 1     |
| Tokushima Vortis     | 2011  | 15        | 0         | -              | -              | 15    | 0     |
| Tokushima Vortis     | 2012  | 1         | 0         | -              | -              | 1     | 0     |
| Total                | Total | 189       | 27        | 28             | 6              |       |       |

## Palmarés

### Títulos nacionales
| Título    | Club           | País  | Año  |
| --------- | -------------- | ----- | ---- |
| J1 League | Nagoya Grampus | Japón | 2001 |